# Comunismo gulash

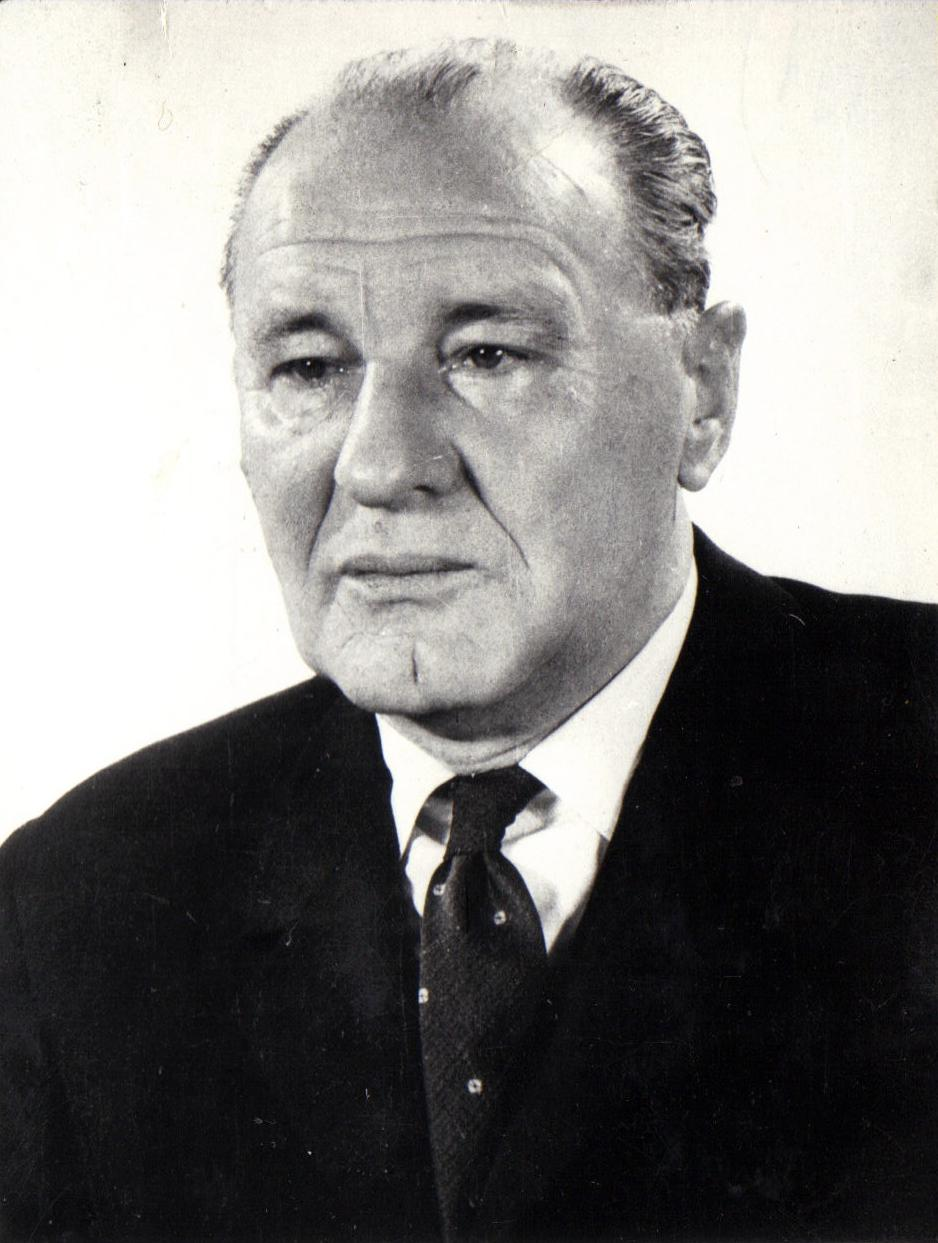
Retrato de János Kádár, principal dirigente de Hungría en su etapa de desarrollo socialista.

Bandera de Hungría con el escudo utilizado entre 1957 y 1989.

El comunismo gulash (en húngaro: gulyáskommunizmus) es un término que describe la variante de proyecto comunista que se practicó en la República Popular de Hungría desde 1960 hasta su colapso en 1989. Con elementos de una economía de mercado, así como un registro mejorado de los derechos humanos, representó una reforma tranquila y supuso un distanciamiento de los principios estalinistas aplicadas en Hungría en la década anterior. A su vez, dio origen al régimen conocido como kádárismo (por János Kádár).
El nombre es una metáfora semihumorística derivada del gulash, un plato tradicional húngaro. Como el gulash se hace con una variedad de ingredientes diferentes, el término resultó ideal para representar la forma del comunismo húngaro, pues era una ideología mixta y no adherida estrictamente a las interpretaciones estalinistas como en el pasado. En este período en particular, Hungría disfrutó de muchos servicios que no estuvieron disponibles en otros estados socialistas del Bloque del Este.

## Origen
En 1962, seis años después de la Revolución húngara de 1956, el VIII Congreso del Partido Socialista Obrero Húngaro (MSZMP) declaró finalizado el período de «consolidación del socialismo» iniciado en 1956 y afirmó que «los cimientos para el establecimiento de una sociedad socialista» habían sido asentados,[cita requerida] lo que permitió una amnistía general para la mayoría de implicados por causas relacionadas con los hechos de 1956. El partido, bajo el liderazgo de János Kádár, frenó gradualmente algunos de los excesos de la policía secreta y derogó la mayoría de las restricciones a la libertad de expresión y movimiento promulgadas en la era de Mátyás Rákosi. En su lugar, el partido introdujo un rumbo cultural y económico relativamente liberal orientado a superar la hostilidad hacia el gobierno de Kádár posterior a 1956.
En 1966, el comité central del MSZMP aprobó el Nuevo Mecanismo Económico que reducía las restricciones en el comercio exterior, daba una libertad restringida al funcionamiento del mercado y permitía un número limitado de pequeñas empresas en el sector servicios. Si bien liberal con respecto al modelo socialista soviético, la primera relajación del control económico estaba lejos de suponer la misma amenaza que las reformas de 1956. La política oficial empleaba diversos métodos de administración para cada colectivo, dejando el ritmo de mecanización a la discreción de cada cooperativa. Además, los colectivos pagaban sueldos mensuales en efectivo en vez de seguir el sistema de entrega obligatoria de las cosechas y pago por días trabajados. Unos años más tarde las cooperativas pudieron entrar dentro de campos auxiliares (primero secundarios y luego primarios) como el alimentario, industria ligera e industria de servicios.

## Evolución
El comunismo gulash mantenía algunos rasgos típicos de un país del Pacto de Varsovia: el unipartidismo del MSZMP era incuestionable, el aparato estatal se hallaba dominado totalmente por el partido de gobierno, y la economía de mercado era rechazada. Por otro lado, la policía secreta continuaba sus actividades de espionaje y represión, aunque nunca llegó a extremos de acoso y violencia como los ocurridos en otros países del bloque socialista europeo. La censura sobre la prensa y la cultura también persistía respecto a noticias del mundo exterior, estando prohibida toda crítica a las acciones del gobierno, pero sí eran aceptadas las peticiones populares respecto a mejoras en el nivel de vida de las masas. En tal sentido, parecía evidente que el comunismo gulash tenía como meta esencial evitar un nuevo descontento popular con el cual se alimentara una revuelta antisoviética similar a la de 1956, para lo cual el régimen comunista estaba dispuesto a realizar algunas concesiones. 
El comunismo gulash mostraba una preocupación mucho mayor por la opinión pública. Permitía un mayor grado de desacuerdo que el resto del bloque socialista (en palabras de Kádár, «quien no esté contra nosotros está con nosotros»), modificaba el rol del MSZMP en el desarrollo del socialismo («servicio», más que «liderazgo»), reducía los formalismos de las relaciones sociedad-partido a grandes rasgos, incrementaba el alcance de la autogestión y autoexpresión en la sociedad y refinaba la ideología marxista-leninista con medios de diseminación modificados; ahora ésta es invocada con un fin reformista, como en el «comunismo reformista» de Imre Nagy (1955-1956), que afirma que el marxismo es «una ciencia que no puede permanecer estática, sino que debe desarrollarse y perfeccionarse». Atribuye la creación de un método a Marx que sirve como guía pero no abarca el socialismo ni su desarrollo. «La teoría de Marx, como indicó Lenin, da unos principios de guía generales que deben usarse en Gran Bretaña de un modo diferente a Francia, en Francia de un modo diferente a…». Esta interpretación no era compartida por las altas esferas soviéticas, lo que pudo observarse en la respuesta de Jruschov en Hungría en 1956 y en la de Brézhnev tras la invasión de Checoslovaquia por el Pacto de Varsovia en 1968, que derivó en la doctrina Brézhnev o doctrina de soberanía limitada, que afirmaba que «si bien cada país socialista tiene derecho a determinar la forma concreta de su desarrollo en la vía del socialismo teniendo en cuenta la naturaleza específica de sus condiciones nacionales […], la Unión Soviética no tolerará desviaciones de los principios básicos del socialismo ni la restauración del capitalismo».
El comercio exterior quedaba severamente regulado por el Estado, y tenía como destinos preferentes a los demás países del Pacto de Varsovia, manteniendo bases militares soviéticas en Hungría y alineando la política exterior húngara con los intereses soviéticos. En contraste, Hungría ponía muy pocas restricciones a la entrada y movimientos de turistas del mundo capitalista, al menos en comparación al resto de Estados socialistas, por lo cual Hungría se convirtió desde fines de la década de 1970 en un popular destino turístico para ciudadanos de Europa Occidental; inclusive los contactos entre turistas occidentales y la población húngara eran tolerados por las autoridades y no sujetos a escrutinio policial.
En ello, el MSZMP había dejado en claro que se daría más énfasis al bienestar presente y actual de las masas en vez de insistir sobre el bienestar futuro de las mismas y postergar las necesidades presentes de la población (también al revés de la que sucedía en el resto del Pacto de Varsovia). Debido a la preocupación del régimen por mantener un nivel de bienestar adecuado entre las masas y con ello legitimar su posición, las autoridades del MSZMP evitaban la escasez de productos para la población. De hecho, las largas colas para conseguir alimentos o productos básicos (como jabón o zapatos) eran un espectáculo raro en la Hungría del comunismo gulash, mientras que tales colas eran parte de la vida cotidiana en el resto del bloque comunista europeo.
El resultado fue un régimen considerablemente menos controlador que otros regímenes comunistas, pero con más control que durante los siete primeros años de comunismo ortodoxo en Hungría. Generalmente, los húngaros tenían una libertad mucho mayor para hablar, escribir y viajar que otros ciudadanos del Bloque del Este. Por ejemplo, las publicaciones disidentes underground (samizdat) eran toleradas hasta cierto punto, y las conversaciones con extranjeros no solían ser sometidas a examen oficial. Sin embargo, si bien el régimen de Kádár no era tan represivo como otros de su época, tampoco era liberal.

## Terminación
El comunismo gulash resultó una herramienta útil para evitar un empeoramiento de la situación de las masas húngaras desde la década de 1960, pero la crisis financiera y económica de la URSS en la década de 1980 impactó negativamente en Hungría, que tenía al mercado soviético como principal socio comercial. 
La liberalización económica de Kádar implicó una mejora en el bienestar de los húngaros pero aún resultaba insuficiente para generar un nivel de vida similar a la de Europa Occidental, siendo que el contacto con países capitalistas mostraba crudamente a la población húngara el atraso de su país. Así, el comunismo gulash no lograba asegurar el bienestar de la población de Hungría, al preservar un firme dirigismo estatal a cambio de comodidades materiales que ya resultaban insuficientes.
La severa dependencia económica húngara respecto a una ya debilitada Unión Soviética terminó por forzar la necesidad de una mayor liberalización, a lo cual János Kádár temía desde 1956; paulatinamente dicho temor se redujo en tanto la propia perestroika soviética de Mijaíl Gorbachov mostraba la urgencia de realizar grandes cambios. El relajamiento de la política exterior de la URSS y la mala salud del ya anciano Kádár (quien renunció a sus cargos en 1988) posibilitaron la instauración de un gobierno mucho más reformista en Hungría con el ascenso de Miklós Németh al cargo de primer ministro, el nuevo régimen iniciaría una serie de reformas políticas que causaron el abandono del unipartidismo del MSZMP y la extinción práctica del comunismo gulash.